# François Modius
 (août 2018).
Si vous disposez d'ouvrages ou d'articles de référence ou si vous connaissez des sites web de qualité traitant du thème abordé ici, merci de compléter l'article en donnant les références utiles à sa vérifiabilité et en les liant à la section « Notes et références ».
François Modius (4 août 1556 à Audembourg  - 22 janvier 1597 à Aire-sur-la-Lys) est un humaniste des Pays-Bas espagnols.

## Biographie
En dépit d’une mort prématurée à l’âge de quarante-et-un ans, François Modius, chanoine de la collégiale d’Aire depuis 1590, a laissé le souvenir d’un humaniste du plus rare mérite. Il se classe dans le groupe des érudits franco-flamands qui illustrèrent la seconde partie du XVIe siècle, juristes, philologue, hommes de goût et de grand savoir, un peu sévères d’aspect, intéressés d’ailleurs à presque tous les travaux de l’esprit, mais spécialement amateurs de manuscrits précieux, de critique textuelle et de voyages littéraires.
Entre tous, Modius eut la passion des livres. Saint-Omer a possédé un temps – de 1598 à 1614 – sa riche bibliothèque, bientôt disparue assez mystérieusement. C’est une histoire déjà connue et je ne puis malheureusement annoncer que les épaves de ce fonds ont été enfin retrouvées. En attendant cette bonne fortune qui n’a rien d’invraisemblable, il n’est pas inutile de recueillir les traces de l’activité de Modius parmi les manuscrits de Saint-Bertin.
Quatre notes de sa main ont été signalées à la fin de volumes conservés à Saint-Omer ; il y en a deux semblables à Boulogne-sur-Mer. Au surplus, la personnalité et l’œuvre de Modius ont fait l’objet, naguère, d’une excellente monographie, dans laquelle les voyages et les travaux de l’infatigable liseur ont été racontés ou rappelés au moyen des témoignages les plus précis de l’histoire. Dans cette revue, naturellement, Saint-Bertin occupe une place de choix. Il y a donc lieu de reprendre et de coordonner ces indications, pour montrer brièvement comment Modius exploita les trésors du grand monastère qu’il avait visité au cours de sa jeunesse, et non loin duquel il acheva sa laborieuse carrière.
De 1570 à 1575 environ, Modius est à l’université de Douai, s’initiant aux secrets de la science du droit, cadre technique dans lequel il fait entrer la plupart des disciplines intéressant l’Antiquité profane, voire la chrétienne. Ensuite, il passera à Louvain, à Leyde, à Cologne, 1577-1579, pour s’expatrier décidément en Germanie, jusqu’à Wurtzbourg et Augsbourg, durant une quinzaine d’années, souvent malade et besogneux.
De la période des années heureuses qui s’écoulèrent en Artois ou aux environs, Modius rappelle la mémoire dans la préface de son premier livre, l’édition de Maffeo Vegio, parue à Cologne en 1579. À cette date, il évoque d’une manière générale les très nobles bibliothèques où l’ont conduit ses investigations, poursuivies sedulo ac cum cura en Artois, Hainaut, Flandre et Brabant, jusqu’à Namur et Liège. Un peu plus tard encore, dans son brillant recueil des Novantiquae Lectiones, commencé dès 1580 et publié à Francfort en 1584, il mentionne expressément les monastères de Saint-Bertin et de Clairmarais ; il est même amené à comparer le fond de Saint-Bertin avec celui du chapitre de Cologne, visité en 1578-1579 : Saint-Bertin est considérablement plus abondant (longo intervallo) ; quant à la qualité, on ne saurait le dire moindre. Il est donc certain que le jeune homme n’avait pas seulement fait le voyage de Saint-Omer, mais qu’il avait rendu un compte exact des richesses littéraires de l’abbaye mérovingienne.
En 1588, après de multiples travaux, des déboires aussi, un événement se produisit qui devait changer la fortune de François et, finalement, mettre un terme à ses excursions littéraires. Son protecteur, le jeune comte Charles d’Egmont, devient prévôt de l’admirable collégiale Saint-Pierre, à Aire-sur-la-Lys (15 mars). Ainsi, cinq lieues seulement séparaient l’humaniste de Saint-Bertin, quand il viendrait à Aire, près de son ami. Nous le trouvons, de fait, en ce dernier endroit, au mois d’octobre 1589 ; il s’y est procuré un manuscrit de Saint-Bertin, qui renferme les Métamorphoses d’Apulée, et à la date indiquée, il a terminé la collection des variantes.
Quelques mois encore et voici Modius lui-même pourvu d’un canonicat à Aire, grâce à la bienveillance du prévôt (1590). Mais le démon de l’instabilité était encore le plus fort. Modius paraît avoir désiré connaître l’Italie ; il se mit en route au cours de l’hiver et ne dépassa pas Augsbourg. Enfin, dans l’été de 1593, il revient à Aire, s’y établit résolument, fait des projets d’étude ; il y mourra, laissant un noble exemple, outre les papiers et les livres amassés avec amour. C’est pendant les années tranquilles passées à Aire que nous le voyons consulter assidûment les manuscrits de Saint-Bertin. Il est même probable que ses recherches furent beaucoup plus étendue que nous ne les apercevons. Une exploration méthodique des bibliothèques de Saint-Omer et de Boulogne accroîtrait sans doute, à cet égard, nos renseignements, et (qui sait ?) aboutirait au plus intéressantes découvertes.
Il meurt en 1597 à Aire-en-Artois.